# 今城克啓
今城 克啓（いまき かつのぶ、1969年10月12日 - ）は日本の政治家。
滋賀県高島市長（1期目 ）。高島市議会議員（2期 ）。京都市出身。

## 来歴
1969年（昭和44年）京都市内の会社員の家庭に生まれる。東大寺学園高等学校卒業後、1993年（平成5年）京都大学農学部卒業。滋賀県に入庁。1996年（平成8年）当時の高島郡に移住。2006年（平成18年）高島市役所に出向（4年間）。朽木東小学校・朽木中学校体育館づくり、高島の木の家づくりのネットワークの立ち上げ、森林セラピー基地認定などを担当。2007年（平成19年）新築した自宅が公益社団法人滋賀県建築士会主催のこだわり住宅賞においてびわ湖放送賞を受賞。2016年（平成28年）県庁を退職。県職員の19年間では、特に地元木材の活用、自然環境保全、ニホンザルの被害対策についての県の施策を前に進めた。
2017年（平成29年）高島市議会議員1期目当選。47歳。2019年（平成31年）高島市議会副議長。49歳。2021年（令和3年）高島市議会議員2期目当選。51歳。2024年（令和6年）高島市議会議員辞職。54歳。市議会議員の2期5年7カ月間は、積極的に意見交換会やセミナーを開催し、日々市民の方々の声を聞き現場を歩いた。議会では市民の立場で政策提案や姿勢のチェックを行ってきた。
2025年（令和7年）1月26日投開票の高島市長選挙に今期限りで引退する福井正明の後継として出馬したNPO法人代表の北川渉、元高島市議会議員の中川あゆこを破り初当選。選挙戦では人口減少や少子高齢化対策が争点となった。今城は、企業オフィスの積極的な誘致や教育施設の充実のほか「情報公開を徹底してクリーンな市政を」と訴えた。※当日有権者数：38,566人 最終投票率：66.29%（前回比：-1.87pts）
開票結果は、当選 今城克啓（55歳）無所属 新 13,688票（54.45%）、北川渉（39歳）無所属 新 9,895票（39.42%）、中川あゆこ（44歳）無所属 新 1,538票（6.13%）だった。

## 選挙歴

### 市議会議員選挙
- 2017年 高島市議会議員当選（無所属、1期目）。最多得票（2325票）で当選[7][8]。
- 2021年 高島市議会議員当選（無所属、２期目）。最多得票（2731票）で再選[9][10]。

### 市長選挙
2025年高島市長選挙
※当日有権者数：38,566人 最終投票率：66.29%（前回比：-1.87ptspts）
| 候補者名     | 年齢 | 所属党派 | 新旧別 | 得票数   | 得票率 | 推薦・支持 |
| ------------ | ---- | -------- | ------ | -------- | ------ | ---------- |
| 今城かつのぶ | 55   | 無所属   | 新     | 13,668票 | 54.45% |            |
| 北川わたる   | 39   | 無所属   | 新     | 9,895票  | 39.42% |            |
| 中川あゆこ   | 44   | 無所属   | 新     | 1,538票  | 6.13%  |            |